# Peponium vogelii
Peponium vogelii är en gurkväxtart som först beskrevs av Joseph Dalton Hooker, och fick sitt nu gällande namn av Adolf Engler. Peponium vogelii ingår i släktet Peponium och familjen gurkväxter. Inga underarter finns listade i Catalogue of Life.